# SNCF Z 23500
Het  Z 23500 materieel, ook wel TER 2N (2N voor deux niveau ("dubbeldeks")) genoemd is een type dubbeldeks elektrisch treinstel met lagevloerdeel voor het regionaal personenvervoer bij verschillende TER-netwerken en is eigendom van de SNCF.

## Beschrijving
De treinstellen zijn afgeleid van de Z 20500 treinstellen en zijn gebouwd om de grote drukte op bepaalde TER diensten op te vangen. Naast de grote reizigersaantallen was er ook de behoefte om sterk verouderd materieel (de "petit gris") te vervangen een reden om dit materieel aan te schaffen. De treinstellen zijn de basis geweest voor het modernere TER 2N NG materieel (waabij de extra NG voor Nouvelle Generation ("Nieuwe Generatie") staat), en kunnen met de nieuwe versie gekoppeld worden. Ze zijn bijzonder geschikt voor drukke intercitydiensten alsmede voor plattelandsdiensten met veel tussenstops en hebben een maximumsnelheid van 140 km/h. De uiteinden van verschillende wagens rusten op jacobsdraaistellen. De trein is opgebouwd uit een aluminium frame met een frontdeel van GVK, en kan tot vier treinstellen gekoppeld rijden.

## Ongeluk
Op 9 juni 2005 raakte treinstel Z 23574 van de regio Nord Pas-de-Calais, welke de interregionale TER-trein tussen Lille-Flandres en Rouen Rive-Droite reed gekoppeld met treinstel Z 26503/504 van TER Picardie betrokken in een ongeluk bij de plaats Saint-Laurent-Blangy. Op een overweg boste de trein op een vrachtauto welke gasflessen vervoerde. De daarop volgende explosie zorgde ervoor dat het treinstel compleet verwoest werd. Het treinstel werd officieel uit dienst gehaald in 2007, alhoewel het treinstel op de plaats van ongeluk al vrijwel geheel gesloopt is.

## Treindiensten
- TER Nord-Pas-de-Calais: Lille - Valenciennes - Aulnoye - Jeumont, Lille - Amiens, Lille - Hazebrouck - Dunkerque
- TER PACA: Marseille - Toulon - Hyères, Grasse - Cannes - Nice - Ventimiglia, Marseille - Miramas - Avignon
- TER Rhône-Alpes: Lyon - Saint-Étienne, Évian-les-Bains - Genève, Lyon - Genève, Lyon-Part-Dieu/Lyon-Perrache - Valence - Avignon, Lyon-Part-Dieu/Lyon-Perrache - Mâcon, Lyon-Part-Dieu - Saint-Etienne, Lyon - Grenoble - Grenoble-Universités-Gières, Rives - Voiron - Moirans - Voreppe - Grenoble - Échirolles - Grenoble-Universités-Gières

## Fotogalerij

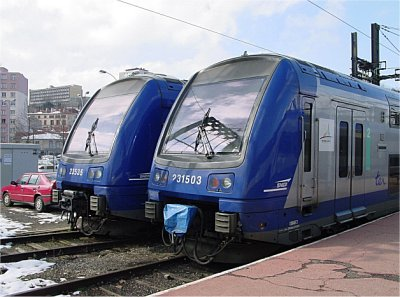
Twee Z 23500 treinstellen op station Saint-Étienne-Châteaucreux
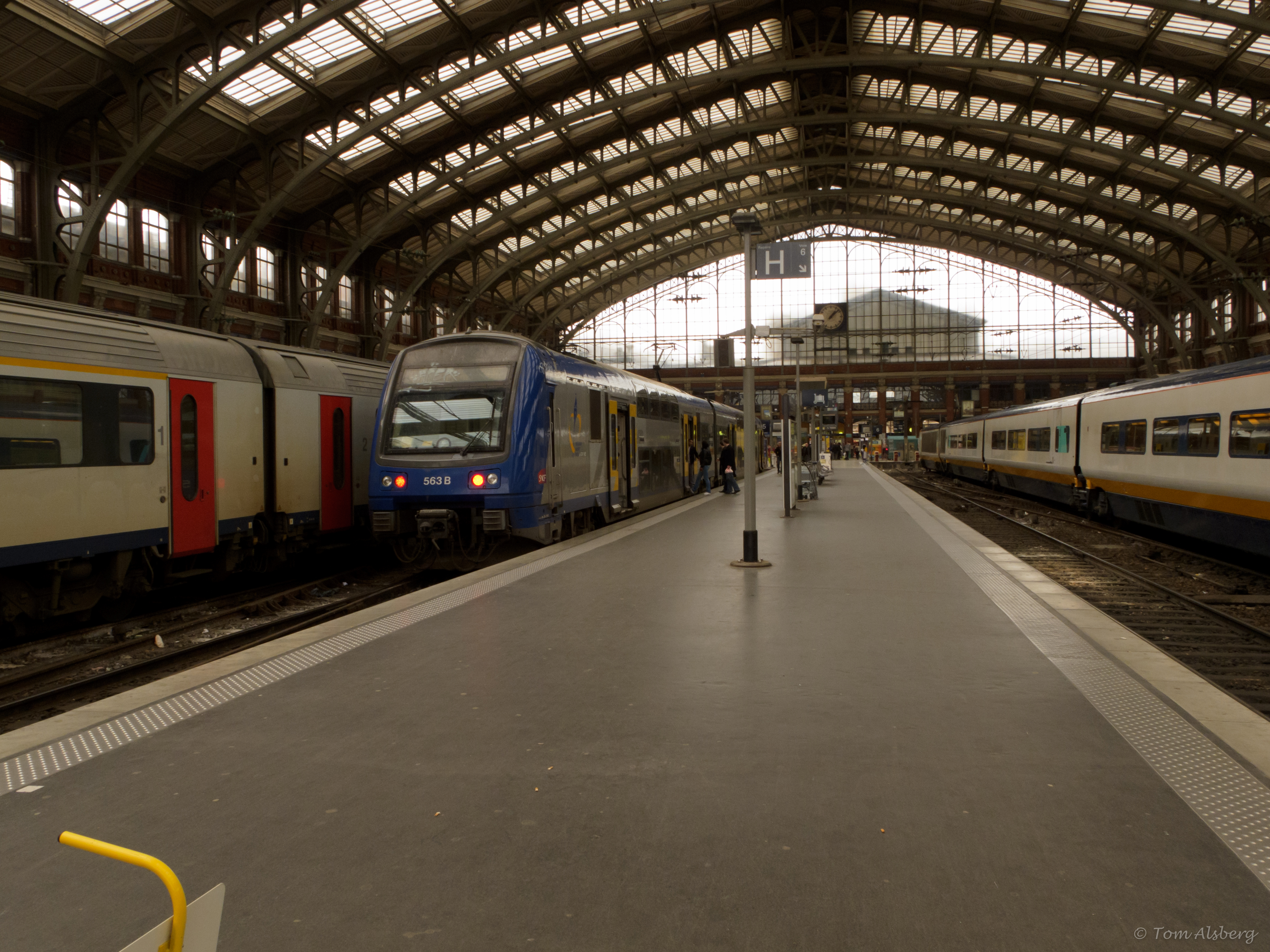
Op station Lille-Flandres